# Radijska polemika
Radijska polemika (engl. polemic) je najteži, ali i najslavniji dijaloški žanr, ne samo na radiju nego i u životu. Sudionici
u polemici nemaju nikakve zajedničke platforme. Dapače, oni stoje na posve suprotnim stajalištima i u polemici se spore i sukobljavaju oko toga čija su mišljenja ili teorije ispravni. Za razliku od polemike, platforma razgovora je zajednička. Naime, oba su
sugovornika sukladna u bitnome pa je smisao razgovora da oni traže dodatna konkretna rješenja. Radijski novinar, kako bi uspio u svojoj uvjeravateljskoj retorici, mora zato dobro vladati logičkom argumentacijom, to jest on treba građanima pružiti ozbiljne argumente koji će ih nepristrano uvjeriti što je za njih najbolje i kako se to može ostvarivati. U radijskim polemikama neki sudionici žele pobiti svoje protivnike sofizmima i erističkim smicalicama, a ne postupkom dokazivanja istinitosti. Najčešće se u takvim polemikama primjenjuju trikovi „ad hominem“, „metabasis“, „pars pro toto“, „proton pseudos“ itd.

## Trik ad hominem
Trik ad hominem je najučestaliji. On je najprimitivniji i najnemoralniji, rabe ga oni koji nisu u stanju pobiti tvrdnju svoga sugovornika, pa ga umjesto toga napadaju (npr. podcjenjivanjem da je on nekompetentan, da je „profašist“, narodni neprijatelj, itd.).

## Trik metabasis eis allo genos
Trik metabasis eis allo genos drugi je po frekvenciji u polemikama. I njegova je osobina skretanje s teme i prijelaz u novo područje. Time se želi pobijati nešto drugo od onoga što je rekao sugovornik, a da se stekne dojam kako je pobijena sugovornikova tvrdnja.

## Pars pro toto
Učestalo se koristi i treći trik, pars pro toto. On je i najmasovniji, a sastoji se u tome da se na temelju jednoga dijela neopravdano zaključuje o cjelini. 

## Proton pseudos
Četvrti trik naziva se proton pseudos (lažna prva premisa).Temeljni logički aksiom je da iz laži ne može nikada nastati istina. Manje obrazovanima uopće se time ne dokazuje štetnost neistine i lažne početne premise.

## Ostali trikovi
Sličan je i trik koji se zasniva na pogreški nepotpune indukcije. Taj je trik često upotrebljavao Tito kada je želio narodu dokazati da je nešto dobro i odlično, premda to nije bilo tako. Kada je neimaština poslije 1945. uhvatila maha, on je na mitingu u Ljubljani rekao da je konstatirano kako pojedinac u Jugoslaviji dnevno pojede dag kruha, a u svijetu se jede samo oko 40 dag te namirnice. Umjesto da nakon toga nastavi s tom komparativnom potrošnjom mesa, ribe, sira, povrća i drugih namirnica, on je izveo prebrz (a zbog toga i lažan) zaključak kako s prehranom bolje stojimo od kapitalista.